# Emilio de Alvear
Emilio Marcelo de Alvear (Rio de Janeiro, outubro de 1817 – Buenos Aires, abril de 1885) foi um jornalista, advogado e político argentino, ministro das Relações Exteriores de seu país durante a presidência de Santiago Derqui.